# エンブラエル フェノム 300
エンブラエル フェノム 300
車輪を収納中のフェノム 300
- 用途：ビジネスジェット
- 製造者：エンブラエル
- 初飛行：2008年4月29日
- 生産数：500機(2019年3月)[1]
- 運用状況：運用中
- ユニットコスト：899万5000 USドル (2015年)[2]

エンブラエル フェノム 300（Embraer Phenom 300） は、ブラジルの航空機メーカーであるエンブラエルが開発した小型のジェット機である。最大11人を乗せることができる。

## 開発
エンブラエルは、フェノム 100の潜在的顧客がより大きな機体を望んでいることに気づき、フェノム 300の開発を始めた。それは、ロンドン・シティ空港やテルユライド・リージョナル空港のような、小規模空港に運航できることを狙った新しいデザインだった。
フェノム 300は2008年4月29日に初飛行し、2009年12月3日に型式証明を受けた。2009年12月29日、エンブラエルは最初のフェノム 300を、ブラジルのサン・ジョゼ・ドス・カンポスに本社を置くExecutive Flight Services社にデリバリーした。

## デザイン

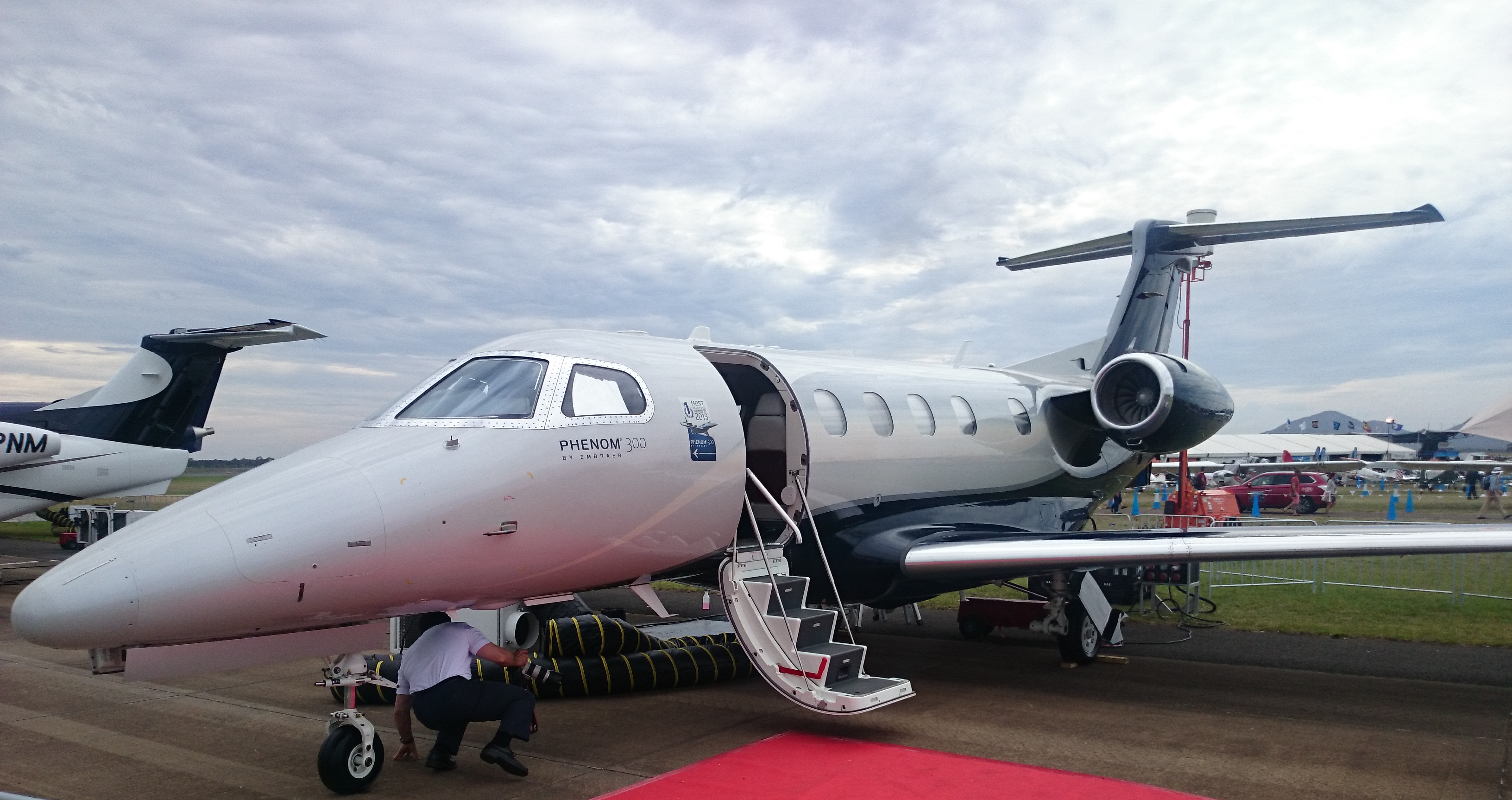
搭乗口を開けた機体

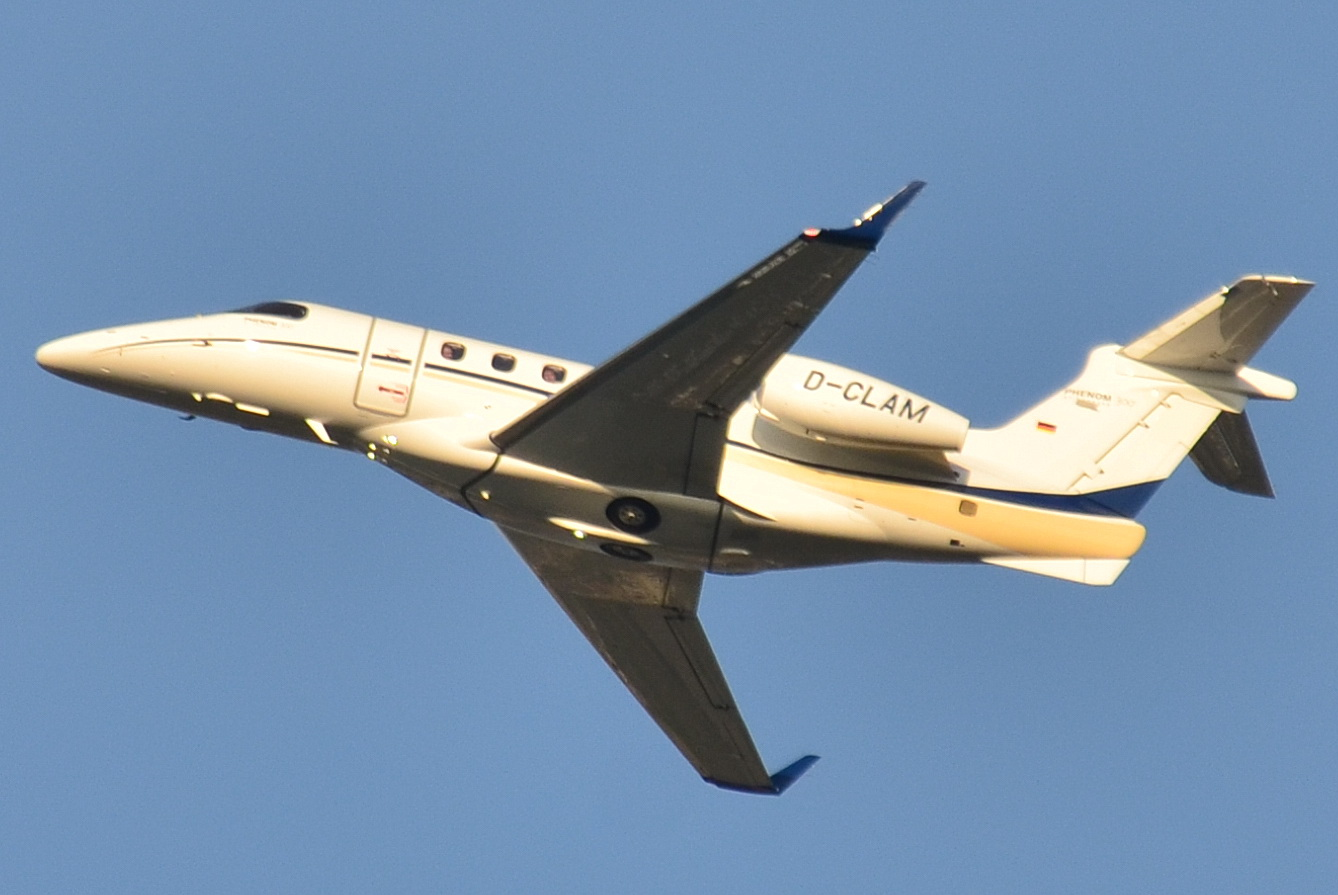
下から撮影、後退翼が見える

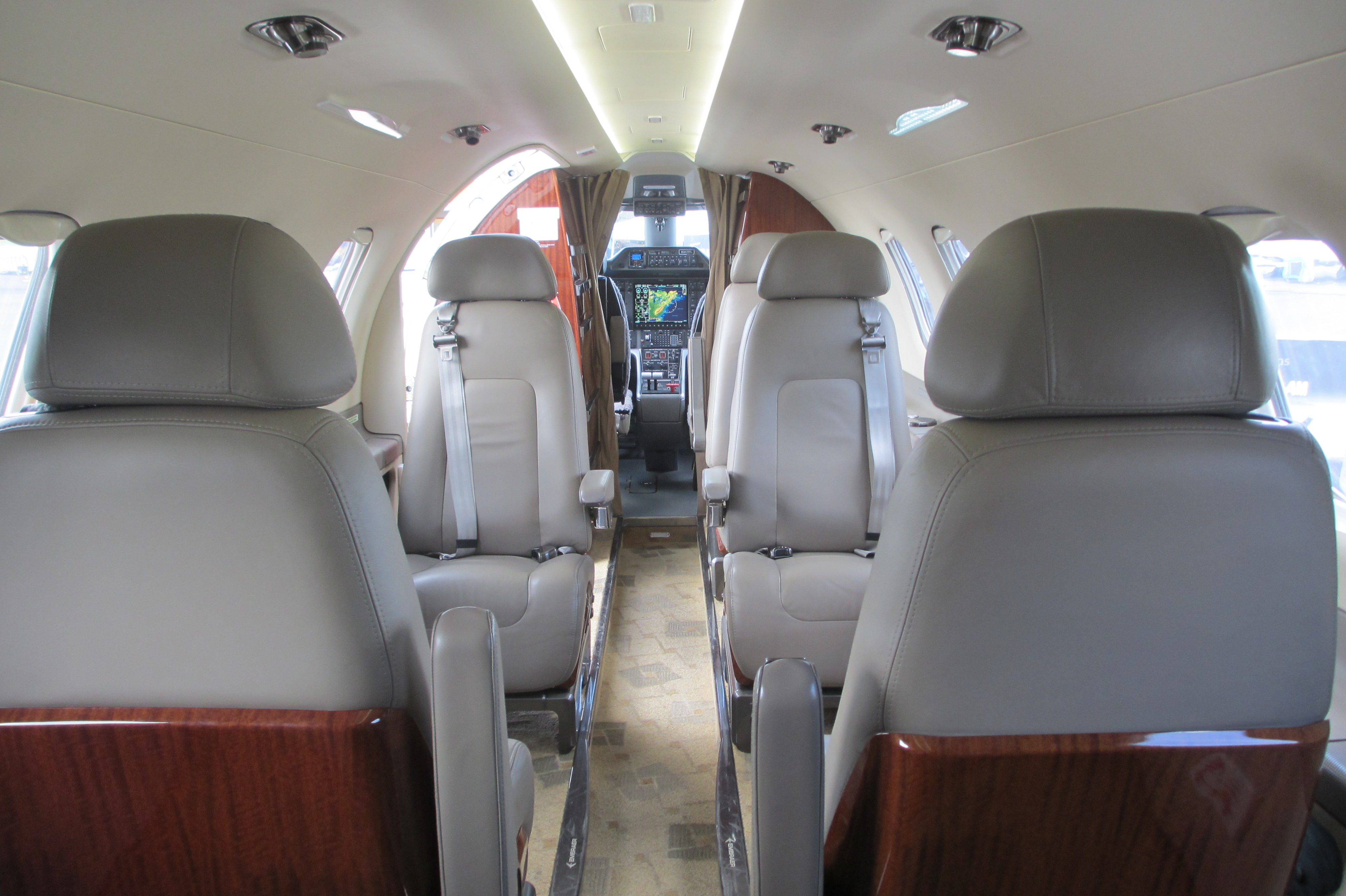
キャビン

フェノム 300は、双発で低位置に後退翼を持つ、片持ち式の単葉機である。T形尾翼に水平スタビライザーを持ち、3輪の収容可能なランディングギアを備えている。後部の支柱に、プラット＆ホイットニー・カナダ製のPW535Eターボファン・エンジンが2基、据えられている。密閉構造のキャビンは、9人の乗客と2人の乗組員が搭乗できる広さを持っている。もし1人のパイロットで運航するならば、乗客をもう1人増やすことができる。コックピットやキャビンにアクセスする際は、機体左側にあるエアステアを用いる。
この機体の構造寿命は、28,000回の飛行か35,000時間の飛行である。機体の18％は複合材でできている。また、ウィングレットを備えているが、逆推力装置は持たない。翼の下に給油用のパネルがあり、翼の後部にはトイレ用のパネルがある。

## 運航者
アメリカ
- フライトオプション（英語版）[7]
- ネットジェッツ
- デルタ・プライベート・ジェッツ（英語版）

イギリス
- フレアジェット（英語版）[8]（ヨーロッパでのローンチカスタマー）
- サクソンエア（英語版）

## デリバリー状況
2017年3月に400機目がデリバリーされた。フェノム 300は、2013年に最もデリバリーされたビジネスジェットであり、その数は60機に及んだ。また、2014年と2015年にも最多デリバリー数となった。フェノム 300は2015年末までに、28カ国で運航されており、その累積飛行時間はおよそ300,000時間である。
フェノムの全機体の組立は、フロリダ州メルボルンの生産ラインに2016年7月から集約される。新設備は、年に96機のフェノムと72機のレガシー 500/450を生産できる見込みである。既にその施設で、2016年6月までに170機以上のフェノムが、主にアメリカ市場に向けて生産された。
| 年           | 2009 | 2010 | 2011 | 2012 | 2013 | 2014 | 2015 | 2016 | 2017 | 2018 | 2019 | 2020 |
| ------------ | ---- | ---- | ---- | ---- | ---- | ---- | ---- | ---- | ---- | ---- | ---- | ---- |
| デリバリー数 | 1    | 26   | 42   | 48   | 60   | 73   | 70   | 63   | 54   | 53   | 51   | 50   |

## スペック
（特に明記が無い項目は、フェノム 300のパンフレットによる）
概要
- 乗組員：パイロット1～2人
- 乗客数：「6人 (キャビンの標準構成) ＋ コックピットに1人」「コックピットに1人、トイレ席に1人座るなら、最大10人」[16]
- 全長：15.9 m (52 ft 2 in)
- 全幅：16.2 m (53 ft 2 in)
- 全高：5 m (16 ft 5 in)
- 最大離陸重量：8,150 kg (17,968 lb)
- 搭載燃料：2,428kg[5]
- キャビン高度：12,496 m (41,000 ft)で 1,828 m (6,000 ft)相当[4]
- キャビン 高：1.5 m (4.9 ft)[5]
- キャビン 幅：1.55 m (5.1 ft)[17]
- キャビン 長：5.23 m[5]
- エンジン：プラット＆ホイットニー・カナダ製のPW535Eターボファン 2基（各15.471 kN (3,478 lb))

性能
- 最大巡航速度：859 km/h (534 mph; 464 kn)
- 航続距離：3,686 km (1,990海里)（乗員6人）、3,723 km（2,010 海里）（乗員5人）
- 実用上昇限度：13,716 m (45,000 ft)
- 翼面荷重：286 kg/m2 (59 lb/ft2)
- 燃費：飛行1時間あたり、速度が674 km/hなら346kg、速度が798 km/hなら456kg[5]
- 離陸距離：978 m（3,209 ft）MTOW
- 着陸距離：674 m（2,212 ft）各200ポンドで4人の乗員
- V2（安全上昇速度）：状況によるが、概ね207km/h (112 ktas)[5]

航空電子機器
- Embraer Prodigy Touch (Garmin G3000（英語版）システムによる)[18]

## 事故
- 2012年8月6日：モロッコのダリア・エア211便として運航されていたフェノム300（機体記号:CN-MBR）が、スイスのザンクト・ガレン アルテンハイン空港（英語版）に着陸する際、オーバーランした。乗っていた3人全員は無事だったが、機体は大きく損傷し、登録抹消された[19]。

- 2015年7月31日：フェノム 300はイギリスのブラックブッシェ空港（英語版）に着陸しようとした際、車の競売場に墜落した（ブラックブッシェ空港墜落事故（英語版））。事故の原因はパイロットのミスと判明した。サウジアラビアに登録されていた機体に乗っていた4人全員が死亡し、火災が起きた[20]。

## 参照
1. ↑  Jerry Siebenmark. (March 26, 2019), "Embraer Marks Milestone 500th Phenom 300 Delivery", AIN online. (2019年3月31日閲覧).
2. ↑  "Business Jets Specification and Performance Data" (PDF). Business & Commercial Aviation. Aviation Week. May 2015.
3. ↑  http://www.airweb.faa.gov/Regulatory_and_Guidance_Library/rgMakeModel.nsf/0/58049d55942d6fc486257e190072fbfc/$FILE/A60CE_Rev_9.pdf
4. 1 2 3  Croft, John (12 May 2008), "Embraer Phenom 300: bolder big brother", Flightglobal, Reed Business Information, archived from the original on 28 March 2015.
5. 1 2 3 4 5 6 7  Gerzanics, Mike (27 April 2010), "FLIGHT TEST: Embraer Phenom 300", Flightglobal, Reed Business Information, archived from the original on 4 May 2012.
6. ↑  "News Breaks: Embraer Delivers First Phenom 300 Light Jet". Aviation Week. McGraw-Hill: 18. January 11, 2010.
7. ↑  "Embraer and Flight Options sign for 100 Phenom 300 Jets" (Press release). São José dos Campos: Embraer. 3 December 2007.
8. ↑  Morrison, Murdo (21 April 2010). "FlairJet to add Europe's first Embraer Phenom 300 to fleet of two Embraer Phenom 100s". Flightglobal.
9. ↑  "Embraer delivers 400th Phenom 300 to Naples, Florida Charter Company EliteJets.com" (Press release). Embraer. March 31, 2017.
10. ↑  Sarsfield, Kate (29 December 2014). "NetJets converts Phenom 300 options into firm orders". Flightglobal.
11. ↑  "Embraer Phenom 300 is most-delivered business jet in the world for the third consecutive year" (Press release). Embraer. 23 February 2016.
12. ↑  Chad Trautvetter (June 2, 2016). "Embraer Starts Legacy 450/500 Production in U.S.". Aviation International News.
13. ↑  "Embraer opens Legacy final assembly facility in Melbourne". Flight International. 8 June 2016.
14. ↑  "2015 General Aviation Statistical Databook & 2016 Industry Outlook" (PDF). General Aviation Manufacturers Association. 2016.
15. ↑  "Embraer Phenom 300 Brochure". Embraer.
16. ↑  http://aviationweek.com/site-files/aviationweek.com/files/uploads/2015/05/Business%20Airplane%20Tables_May_2015_revised.pdf
17. ↑  http://www.embraerexecutivejets.com/en-us/jets/phenom-300/pages/design.aspx
18. ↑  Trautvetter, Chad (9 August 2014). "Prodigy Touch Upgrades Embraer Phenom 300 Cockpits". AINonline. Retrieved 12 August 2015.
19. ↑  Accident description for CN-MBR at the Aviation Safety Network. Retrieved on 27 July 2016.
20. ↑  "Blackbushe Airport: Four dead in car auction site plane crash". BBC. 31 July 2015. Retrieved 31 July 2015.